# 5 Batalion Remontowy

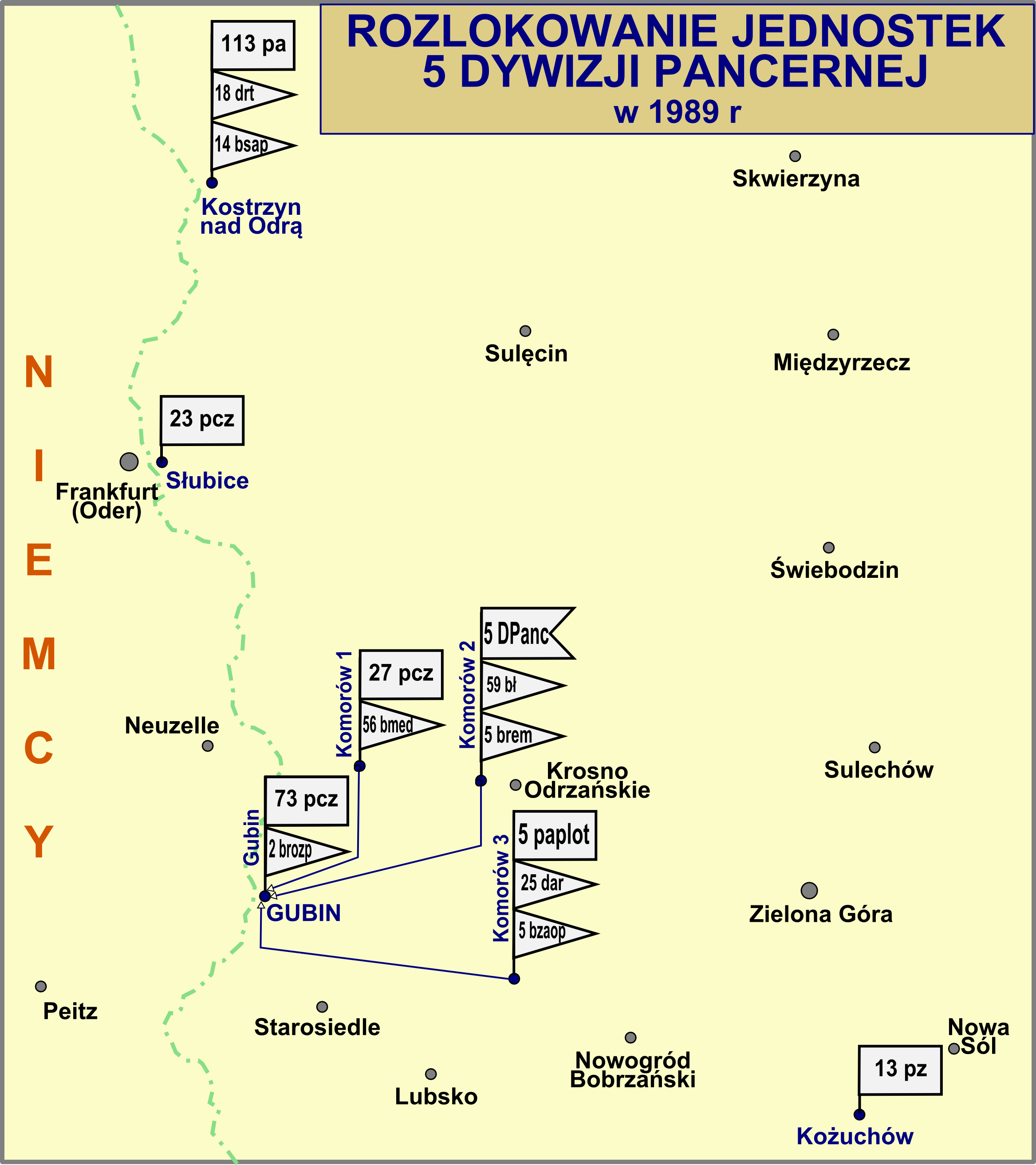
Rozlokowanie 5 DPanc w 1989

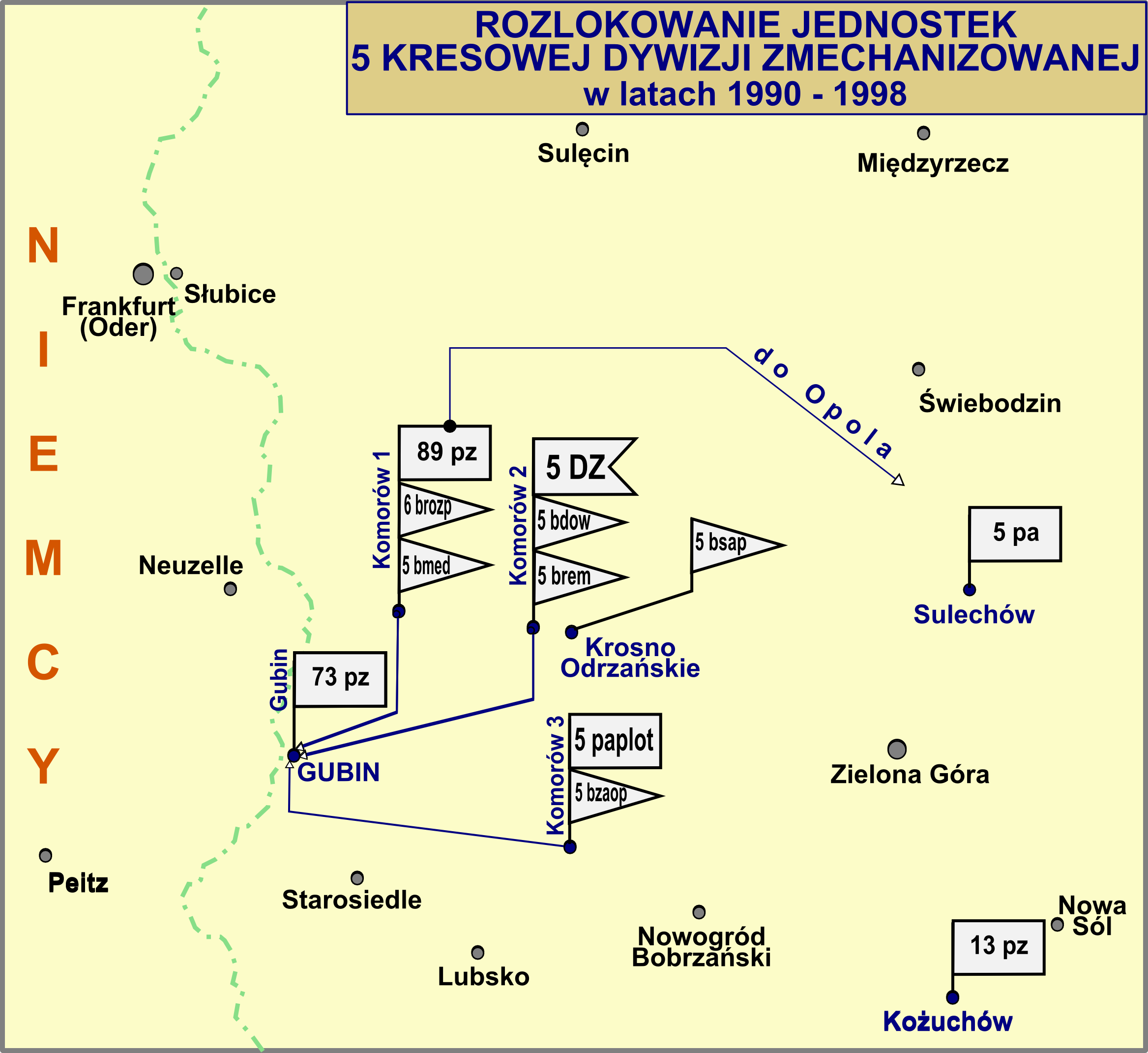
Rozlokowanie jednostek 5 DZ

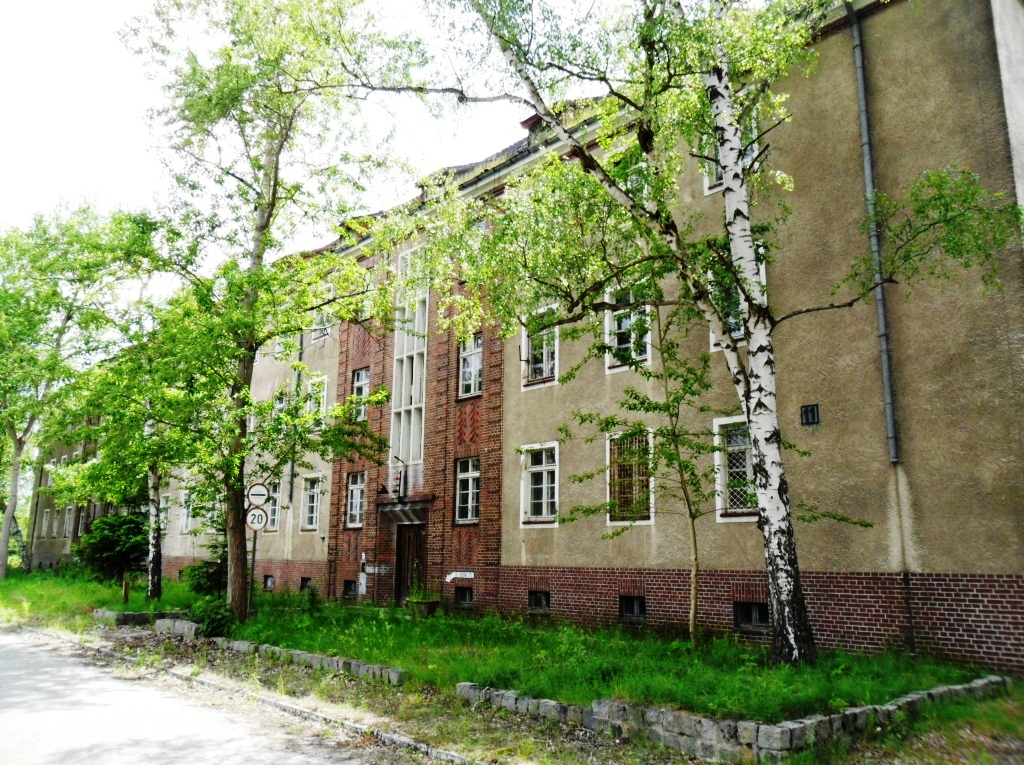
Budynek w którym stacjonował batalion remontowy

5 Batalion Remontowy (5 brem) – samodzielny pododdział logistyczny Wojska Polskiego.
Batalion sformowany został na podstawie zarządzenia szefa sztabu 5 SDPanc Nr 078 z 7 lipca 1967 roku, w garnizonie Gubin, w koszarach przy ulicy Poznańskiej (dzisiejsza Kresowa), w wyniku połączenia 20 Ruchomego Warsztatu Naprawy Czołgów w Słubicach (JW 3625), 27 Ruchomego Warsztatu Naprawy Samochodów w Gubinie (JW 3876) i 19 Dywizyjnego Warsztatu Uzbrojenia w Gubinie (JW 4158).
Jednostka wchodziła w skład 5 Saskiej Dywizji Pancernej (od 1990 roku - 5 Dywizji Zmechanizowanej).
Batalion rozformowany został w terminie do 31 grudnia 1998 roku. Przed rozformowaniem funkcjonował w oparciu o etat wojenno-pokojowy Nr 30/337/0.

## Symbole batalionu
Sztandar
Uroczyste wręczenie sztandaru odbyło się w dniu 11 października 1987 roku na Placu Wdzięczności w Gubinie. Aktu wręczenia dokonał Szef Służb Technicznych zastępca dowódcy SOW płk Antoni Goliszewski. Sztandar odebrał dowódca 5 brem ppłk Ryszard Kuźniacki, a następnie przekazał pocztowi sztandarowemu w składzie: kpt. Janusz Koliński, chor. Marek Górniak, sierż. Remigiusz Lisiecki.
Pożegnanie sztandaru odbyło się w dniu 12 września 1998 roku. Pożegnania dokonał dowódca 5 brem ppłk mgr inż. Wojciech Palus oraz delegacje byłych żołnierzy zawodowych i pracowników cywilnych batalionu.
W dniu 21 października 1998 roku sztandar 5 brem przekazano do Muzeum Wojska Polskiego w Warszawie
Odznaka pamiątkowa
Odznaka 5 batalionu remontowego oparta jest na krzyżu maltańskim o wymiarach 41 x 41mm, ramionach pokrytych czarną emalią z obramowaniem srebrzystym. W centralnej części odznaki umieszczony został herb miasta Gubina -fundatora sztandaru dla batalionu. Umieszczenie herbu nastąpiło za zgodą Rady Miejskiej i na mocy uchwały Nr 138/1217/97 Zarządu Miasta Gubina z dnia 1 lipca 1997 roku. Na ramionach krzyża srebrzyste cyfry upamiętniające datę sformowania batalionu "VII - 1967", oraz inicjały batalionu "5 brem". Ramiona krzyża zwieńczone srebrzystym kołem zębatym, symbolizującym rodzaj wojsk.
Odznakę zaprojektował oficer społeczno-wychowawczy batalionu kpt. Aleksander Podoliński.
Wykonanie 150 odznak o numerach 01 do 150, zlecono pracowni grawerskiej pana Jarosława Jakubowskiego w Poznaniu.
Pierwsze wręczenie odznak odbyło się dnia 19 września 1997 roku z okazji 30 rocznicy powstania 5 brem.

## Dowódcy batalionu
- ppłk Tadeusz Kołba (1967-1972)
- ppłk Mieczysław Lutyński (1972-1977)
- mjr Ryszard Ostrowski (1977-1979)
- ppłk Ryszard Kuźniacki (1979-1992)
- ppłk Roman Wiśniewski (1992-1995)
- ppłk Wojciech Palus (1995-1998)

## Struktura organizacyjna
Dowództwo i sztab

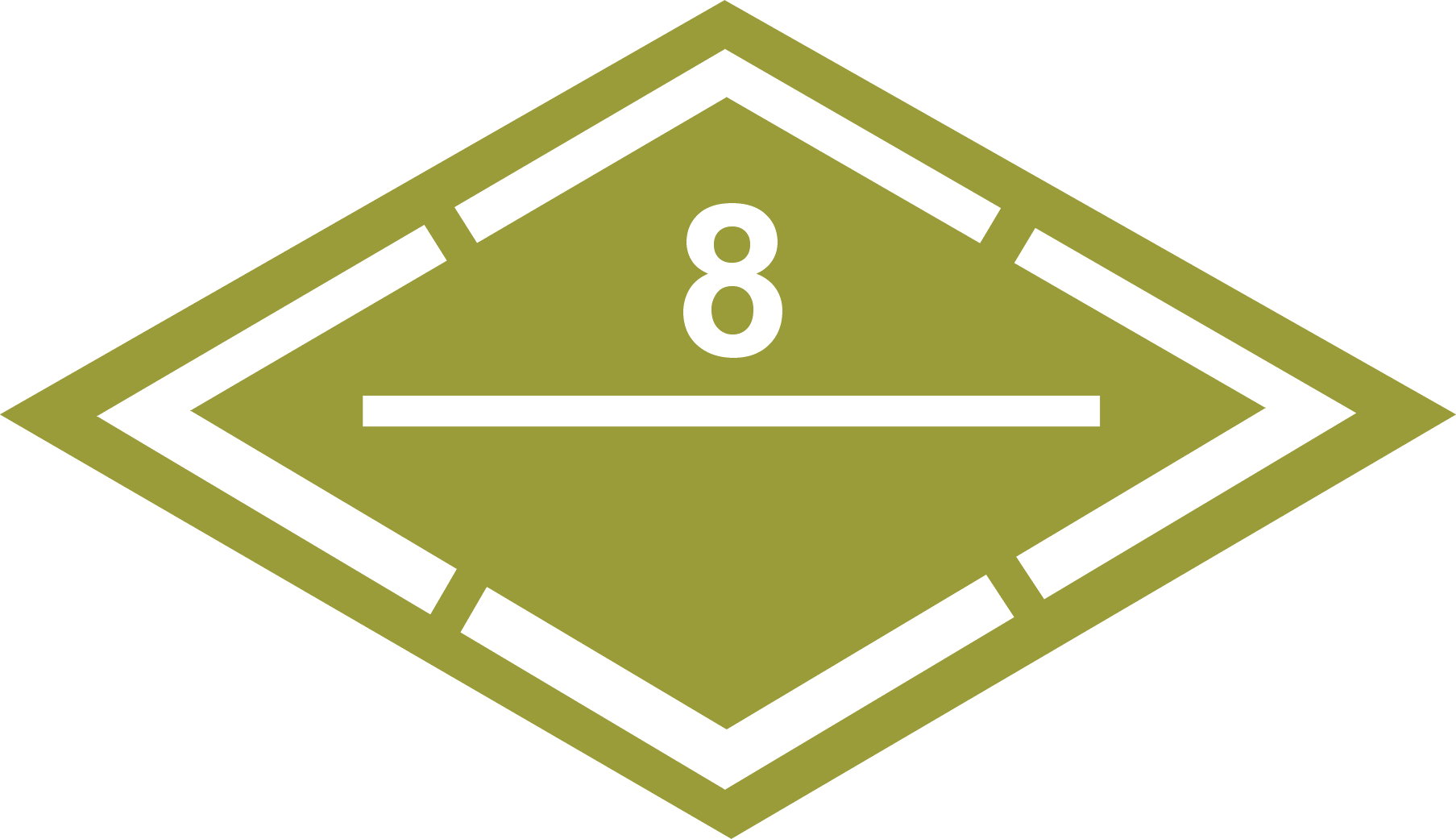
Znak na pojazdach batalionu

- kompania remontu pojazdów gąsienicowych
  - 2 plutony remontu czołgów
  - pluton remontu pojazdów gąsienicowych i sprzętu inżynieryjnego
- kompania remontu uzbrojenia i elektroniki
  - pluton remontu uzbrojenia
  - stacja kontrolno – remontowa
- kompania remontu pojazdów kołowych
  - 2 plutony remontu pojazdów kołowych
  - pluton remontu transporterów kołowych
- pluton robót specjalnych
  - drużyna naprawy elektronicznej i ładowania akumulatorów
  - drużyna spawalnicza
  - 2 drużyny ślusarsko – mechaniczne
  - drużyna kowalsko – blacharska
- pluton remontu sprzętu łączności
  - 2 drużyny remontu
- pluton ewakuacji
- pluton zaopatrzenia
  - 2 drużyny zaopatrzenia
  - drużyna gospodarcza
- pluton medyczny